# San Juan de los Cayos (Venezuela)
Pour les articles homonymes, voir San Juan de los Cayos.
San Juan de los Cayos est le chef-lieu de la municipalité d'Acosta dans l'État de Falcón au Venezuela.